# Igbirra
Igbirra o Ebira és una llengua nupoide que es parla al centre de Nigèria. L'estat on més es parla és el de Kogi. El 2020 tenia uns 2.200.000 parlants.